# Nachikatsuura
Nachikatsuura (jap. 那智勝浦町 Nachikatsuura-chō) – miasto w Japonii, na wyspie Honsiu, w prefekturze Wakayama. Według danych na rok 2020 miejscowość zamieszkiwało 14 137 mieszkańców , a gęstość zaludnienia wyniosła 77,1 os./km².